# Te (kana)
Te (romanização do hiragana て ou katakana テ) é um dos kana japoneses que representam um mora. No sistema moderno da ordem alfabética japonesa (Gojūon), ele ocupa a 19ª posição do alfabeto, entre Tsu e To.
O caractere pode ser combinado a um dakuten, para formar o で em hiragana, デ em katakana e de em romaji.
| Forma                        | Romaji     | Hiragana                     | Katakana                     |
| ---------------------------- | ---------- | ---------------------------- | ---------------------------- |
| t- (た行 ta-gyō)             | te         | て                           | テ                           |
| t- (た行 ta-gyō)             | tei tee tē | てい, (てぃ) てえ, てぇ てー | テイ, (ティ) テエ, テェ テー |
| Com dakuten d- (だ行 da-gyō) | de         | で                           | デ                           |
| Com dakuten d- (だ行 da-gyō) | dei dee dē | でい, (でぃ) でえ, でぇ でー | デイ, (ディ) デエ, デェ デー |

| tha     | てゃ   | テャ   |
| ti, thi | てぃ   | ティ   |
| thu     | てゅ   | テュ   |
| (the)   | (てぇ) | (テェ) |
| tho     | てょ   | テョ   |

| dha     | でゃ   | デャ   |
| di, dhi | でぃ   | ディ   |
| dhu     | でゅ   | デュ   |
| (dhe)   | (でぇ) | (デェ) |
| dho     | でょ   | デョ   |

## Formas alternativas
No Braile japonês, て ou テ são representados como:
| ● | ●  |
| ● | ●  |
| ● | － |

O Código Morse para て ou テ é: ・－・－－

## Traços

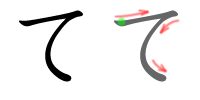
Seqüência de traços para escrita do て

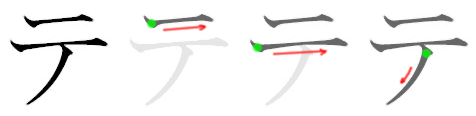
Seqüência de traços para escrita do テ